# Chang Chih-chia
Chang Chih-chia (n. 6 mai 1980, Taichung, Taiwan – d. 1 ianuarie 2024, Shenzhen, Republica Populară Chineză) a fost un jucător de baseball taiwanez care a concurat la Jocurile Olimpice de vară din 2004 și la Jocurile Olimpice de vară din 2008.